# Bricomarché
Ne doit pas être confondu avec Bricorama.
Bricomarché est la première enseigne hors alimentaires créée par le Groupement Mousquetaires. Elle naît en 1979 et elle est spécialisée dans l'équipement de la maison tels que le bricolage, la décoration, le jardinage et, pour certains magasins, l'animalerie. Elle appartient à la société ITM Entreprises.
En parallèle, le Groupement Mousquetaires créent en 1998 l'enseigne Logimarché, qui reprend le même principe que Bricomarché. Cependant, cette enseigne est située en zone rurale. Finalement, Logimarché devient Bricomarché en 2007. Enfin, en 2010, une nouvelle enseigne nommée Brico Cash voit le jour. Cette dernière est orientée vers le hard-discount.
Bricomarché est le premier réseau de distributeurs indépendants de bricolage sur le marché français avec 500 points de vente, 1,94 milliard d’euros de chiffre d’affaires (en 2018) et plus de 25000 références de produits à marque propre.

## Historique
L'enseigne Bricomarché est créée en 1979 par le Groupement Mousquetaires.
En 1997, l'enseigne signe un partenariat avec RONA (Entreprise québécoise de projets de rénovation, décoration et construction) qui regroupe plus de 400 magasins au Canada.
En 1998, Bricomarché ouvre un premier point de vente au Portugal. En France, l'enseigne Logimarché voit le jour. Elle est principalement présente en zone rurale dans un format de 540 m2 à 800 m2.
- En 2000, ouverture du premier magasin en Pologne[4].

- En 2000, le Groupement des Mousquetaires et l’allemand Hagebau créent l’alliance A.R.E.N.A. pour massifier les achats non alimentaires. Cette alliance rassemble en 2012, 7 enseignes présentes dans douze pays.

- L'enseigne fête son 500e magasin le 11 juin 2002 à Muille-Villette[6].

- Au 31 décembre 2002, l'enseigne compte 467 magasins en France, 12 au Portugal et 15 en Pologne[7].

- En février 2004, mise en place progressive du programme de fidélité dans les Bricomarché et Logimarché[8].

- En 2006, Logimarché compte près de 80 magasins en France[9].

- Le 15 février 2007, Logimarché devient Bricomarché[5].

- En 2009, à l’occasion des trente ans de l'enseigne, celle-ci change de concept et d'identité visuelle, mais conserve la couleur rouge et noire, en lien avec son histoire[10].

- En 2010, Les Mousquetaires crée Brico Cash, magasins de bricolage à prix discount[11] et deux ans plus tard, ils développent l'enseigne[12]. Cette même année, Bricomarché lance Guidéal, une gamme de produits de qualité à des prix Bricomarché [Quoi ?][1].

## Identité visuelle

### Logos

#### Bricomarché

Logo de Bricomarché de 1994 à 2009.
Logo de Bricomarché, de 2009 à 2022.
Logo de Bricomarché depuis 2022.

#### Logimarché

Logo de Logimarché de 1998 à 2009.

#### Brico Cash

Logo de Brico Cash depuis 2010.

### Slogans
- De 1998 à 2007 : Tout, tout près, moins cher (slogan de Logimarché) ;
- De 1979 à 2016 : Pouvoir tout faire moins cher ;
- Depuis 2012 : + de stock, + de prix bas (1er slogan de Brico Cash)[13] ;
- De 2016 à 2021 : Vous avez des idées, Bricomarché a les prix.
- Depuis 2021 : Votre réussite, c'est aussi la nôtre.
- Depuis 2021 : Entre nous, on peut se parler cash (2e slogan de Brico Cash)[14].

## Implantations
En 2013, l'enseigne est présente dans trois pays de l'Europe : la France avec 480 Bricomarché et 23 Bricocash où elle détient 10,3 % de parts de marché, le Portugal avec 35 points de vente et la Pologne avec 134 points de vente.

## Historique des chiffres d'affaires
En 2020, Bricomarché est la quatrième enseigne du marché français du bricolage avec 2,2 milliards d'euros de CA .
|    | 2002  | 2003 | 2004 | 2005 | 2006  | 2007  | 2008 | 2009 | 2010 | 2011 | 2012  | 2020 |
| -- | ----- | ---- | ---- | ---- | ----- | ----- | ---- | ---- | ---- | ---- | ----- | ---- |
| CA | 1,623 | ND   | 1,75 | ND   | 1,813 | 1,885 | 1,9  | ND   | ND   | 1,89 | 2,167 | 2,2  |